# Élections législatives de 1881 en Ille-et-Vilaine
Les élections législatives en Ille-et-Vilaine ont lieu les dimanches 21 août 1881 et 4 septembre 1881. Elles ont pour but d'élire les 8 députés représentant le département à la Chambre des députés pour un mandat de quatre années.

## Élection partielles

### Circonscription de Fougères (11-23 mars 1878)
- L'élection de Pierre-Marie Frain de La Villegontier (Légitimiste) en octobre 1877 est invalidée par la Chambre des députés.

| Candidats      | Candidats                                 | Étiquette      | Premier tour | Premier tour | Deuxième tour | Deuxième tour |
| Candidats      | Candidats                                 | Étiquette      | Voix         | %            | Voix          | %             |
| -------------- | ----------------------------------------- | -------------- | ------------ | ------------ | ------------- | ------------- |
|                | Augustin Riban                            | Centre gauche  | 6 608        | 45,41        | 9 311         | 53,07         |
|                | Jules Bochin                              | Orléaniste     | 5 265        | 36,18        | 127           | 0,72          |
|                | Pierre-Marie Frain de La Villegontier (*) | Légitimiste    | 1 178        | 8,10         | 8 089         | 46,11         |
|                | Pierre Albert de Dalmas                   | Bonapartiste   | 1 168        | 8,03         |               |               |
|                |                                           |                |              |              |               |               |
| Inscrits       | Inscrits                                  | Inscrits       | 21 684       | 100,00       | 21 675        | 100,00        |
| Votants        | Votants                                   | Votants        | 14 863       | 68,54        | 17 580        | 81,11         |
| Abstention     | Abstention                                | Abstention     | 6 821        | 31,46        | 4 095         | 18,89         |
| Blancs et nuls | Blancs et nuls                            | Blancs et nuls | 310          | 1,09         | 36            | 0,20          |
| Exprimés       | Exprimés                                  | Exprimés       | 14 553       | 97,91        | 17 544        | 99,80         |

### 1recirconscription de Saint-Malo (7 avril 1878)
- L'élection de Charles Émile La Chambre (Orléaniste) en octobre 1877 est invalidée par la Chambre des députés.

| Candidats      | Candidats                    | Étiquette          | Premier tour | Premier tour |
| Candidats      | Candidats                    | Étiquette          | Voix         | %            |
| -------------- | ---------------------------- | ------------------ | ------------ | ------------ |
|                | Auguste Hovius               | Union républicaine | 7 525        | 59,07        |
|                | Charles Émile La Chambre (*) | Orléaniste         | 5 214        | 40,93        |
|                |                              |                    |              |              |
| Inscrits       | Inscrits                     | Inscrits           | 16 484       | 100,00       |
| Votants        | Votants                      | Votants            | 12 783       | 77,55        |
| Abstention     | Abstention                   | Abstention         | 3 701        | 22,45        |
| Blancs et nuls | Blancs et nuls               | Blancs et nuls     | 43           | 0,34         |
| Exprimés       | Exprimés                     | Exprimés           | 12 740       | 99,66        |

### 1recirconscription de Rennes (6 avril 1879)
- Théophile Roger-Marvaise (Gauche républicaine) est élu sénateur le 5 janvier 1879. Il démissionne donc de son mandat de député.
- Louis Foucqueron n'est pas candidat.

| Candidats      | Candidats               | Étiquette          | Premier tour | Premier tour |
| Candidats      | Candidats               | Étiquette          | Voix         | %            |
| -------------- | ----------------------- | ------------------ | ------------ | ------------ |
|                | Pierre Waldeck-Rousseau | Union républicaine | 8 703        | 90,90        |
|                | Louis Foucqueron        | Extrême gauche     | 281          | 3,09         |
|                |                         |                    |              |              |
| Inscrits       | Inscrits                | Inscrits           | 21 902       | 100,00       |
| Votants        | Votants                 | Votants            | 9 574        | 43,71        |
| Abstention     | Abstention              | Abstention         | 12 328       | 56,29        |
| Blancs et nuls | Blancs et nuls          | Blancs et nuls     | 479          | 5,00         |
| Exprimés       | Exprimés                | Exprimés           | 9 095        | 95,00        |

## Députés sortants
| Députés | Députés                        | Parti               | Fonctions lors de l'élection en 1881                                                                                   |
| ------- | ------------------------------ | ------------------- | --- |
|         | Félix Martin-Feuillée          | Union républicaine  | Sous-secrétaire d'État dans le Gouvernement Ferry-1. Président du Conseil général, conseiller de Châteaugiron. Avocat. |
|         | Pierre Waldeck-Rousseau        | Union républicaine  | Pas d'autre mandat. Avocat.                                                                                            |
|         | Auguste Hovius                 | Union républicaine  | Conseiller général et maire de Saint-Malo. Président de la Chambre de commerce, Armateur.                              |
|         | Eugène Durand                  | Gauche républicaine | Conseiller général de Tinténiac. Avocat, Professeur de Droit.                                                          |
|         | Augustin Riban                 | Centre gauche       | Pas d'autre mandat. ?                                                                                                  |
|         | René Brice                     | Centre gauche       | Conseiller général du Sel-de-Bretagne. Avocat.                                                                         |
|         | Eugène Pinault                 | Centre gauche       | Conseiller général de Rennes-Nord-Ouest. Patron de Tannerie.                                                           |
|         | Olivier Le Gonidec de Traissan | Légitimiste         | Conseiller municipal de Vitré. Propriétaire agricole.                                                                  |

## Mode de scrutin
L'élection se fait au scrutin d'arrondissement, soit un mode uninominal majoritaire à deux tours.
La circonscription pour l'élection est l'arrondissement.
Le scrutin est individuel, chaque arrondissement élisant un député.
Les arrondissements qui ont plus de cent mille habitants sont divisés. Dans ce cas on élit un député par circonscription électorale.
L'article 18 précise qu'il faut réunir pour être élu au premier tour :
1. La majorité absolue des suffrages exprimés ;
2. Un nombre de suffrages égal au quart des électeurs inscrits.

Au deuxième tour la majorité relative suffit. En cas d'égalité c'est le plus âgé qui est élu.

## Résultats par arrondissement

### Arrondissement de Fougères
Fougères regroupe tous les cantons de l'arrondissement.
| Candidats      | Candidats                             | Étiquette      | Premier tour | Premier tour |
| Candidats      | Candidats                             | Étiquette      | Voix         | %            |
| -------------- | ------------------------------------- | -------------- | ------------ | ------------ |
|                | Pierre-Marie Frain de La Villegontier | Légitimiste    | 9 114        | 50,66        |
|                | Augustin Riban *                      | Centre gauche  | 8 836        | 49,11        |
|                |                                       |                |              |              |
| Inscrits       | Inscrits                              | Inscrits       | 22 187       | 100,00       |
| Votants        | Votants                               | Votants        | 18 106       | 81,61        |
| Abstention     | Abstention                            | Abstention     | 4 081        | 18,39        |
| Blancs et nuls | Blancs et nuls                        | Blancs et nuls | 114          | 0,63         |
| Exprimés       | Exprimés                              | Exprimés       | 17 992       | 99,37        |

*sortant
- Cette élection est annulée par la Chambre des députés, une partielle sera organisée en janvier 1882.

### Arrondissement de Montfort
Montfort regroupe tous les cantons de l'arrondissement.
| Candidats      | Candidats        | Étiquette      | Premier tour | Premier tour |
| Candidats      | Candidats        | Étiquette      | Voix         | %            |
| -------------- | ---------------- | -------------- | ------------ | ------------ |
|                | Eugène Pinault * | Centre gauche  | 9 126        | 93,42        |
|                |                  |                |              |              |
| Inscrits       | Inscrits         | Inscrits       | 15 939       | 100,00       |
| Votants        | Votants          | Votants        | 9 769        | 61,29        |
| Abstention     | Abstention       | Abstention     | 6 170        | 38,71        |
| Blancs et nuls | Blancs et nuls   | Blancs et nuls | 345          | 3,53         |
| Exprimés       | Exprimés         | Exprimés       | 9 424        | 96,47        |

*sortant

### Arrondissement de Redon
Redon regroupe tous les cantons de l'arrondissement.
| Candidats      | Candidats      | Étiquette      | Premier tour | Premier tour |
| Candidats      | Candidats      | Étiquette      | Voix         | %            |
| -------------- | -------------- | -------------- | ------------ | ------------ |
|                | René Brice *   | Centre gauche  | 11 461       | 94,36        |
|                |                |                |              |              |
| Inscrits       | Inscrits       | Inscrits       | 23 741       | 100,00       |
| Votants        | Votants        | Votants        | 12 146       | 51,16        |
| Abstention     | Abstention     | Abstention     | 11 595       | 48,84        |
| Blancs et nuls | Blancs et nuls | Blancs et nuls | 343          | 2,82         |
| Exprimés       | Exprimés       | Exprimés       | 11 803       | 97,18        |

*sortant

### Arrondissement de Rennes

#### 1recirconscription
Rennes-1 regroupe les cantons de Rennes-Nord-Ouest, Rennes-Nord-Est, Rennes-Sud-Ouest et de Rennes-Sud-Est.
| Candidats      | Candidats                 | Étiquette          | Premier tour | Premier tour |
| Candidats      | Candidats                 | Étiquette          | Voix         | %            |
| -------------- | ------------------------- | ------------------ | ------------ | ------------ |
|                | Pierre Waldeck-Rousseau * | Union républicaine | 8 899        | 64,74        |
|                | Félix de Bourgerel        | Monarchiste        | 4 192        | 30,50        |
|                | Charles Chabert           | Socialiste         | 643          | 4,68         |
|                |                           |                    |              |              |
| Inscrits       | Inscrits                  | Inscrits           | 19 796       | 100,00       |
| Votants        | Votants                   | Votants            | 13 803       | 69,73        |
| Abstention     | Abstention                | Abstention         | 5 993        | 30,27        |
| Blancs et nuls | Blancs et nuls            | Blancs et nuls     | 57           | 0,41         |
| Exprimés       | Exprimés                  | Exprimés           | 13 746       | 99,59        |

*sortant

#### 2ecirconscription
Rennes-2 regroupe les cantons de Châteaugiron, Hédé, Janzé, Liffré, Mordelles et de Saint-Aubin-d'Aubigné.
| Candidats      | Candidats               | Étiquette          | Premier tour | Premier tour |
| Candidats      | Candidats               | Étiquette          | Voix         | %            |
| -------------- | ----------------------- | ------------------ | ------------ | ------------ |
|                | Félix Martin-Feuillée * | Union républicaine | 10 038       | 92,13        |
|                |                         |                    |              |              |
| Inscrits       | Inscrits                | Inscrits           | 17 963       | 100,00       |
| Votants        | Votants                 | Votants            | 10 896       | 60,66        |
| Abstention     | Abstention              | Abstention         | 7 067        | 39,34        |
| Blancs et nuls | Blancs et nuls          | Blancs et nuls     | 321          | 2,95         |
| Exprimés       | Exprimés                | Exprimés           | 10 575       | 97,05        |

*sortant

### Arrondissement de Saint-Malo

#### 1recirconscription
Saint-Malo-1 regroupe les cantons de Saint-Malo, Cancale, Dol-de-Bretagne, Pleine-Fougères.
| Candidats      | Candidats                | Étiquette          | Premier tour | Premier tour |
| Candidats      | Candidats                | Étiquette          | Voix         | %            |
| -------------- | ------------------------ | ------------------ | ------------ | ------------ |
|                | Auguste Hovius *         | Union républicaine | 6 227        | 51,46        |
|                | Charles Émile La Chambre | Monarchiste        | 3 679        | 30,40        |
|                | Jean-Baptiste Mainsard   | Monarchiste        | 2 100        | 17,35        |
|                |                          |                    |              |              |
| Inscrits       | Inscrits                 | Inscrits           | 16 183       | 100,00       |
| Votants        | Votants                  | Votants            | 12 140       | 75,02        |
| Abstention     | Abstention               | Abstention         | 4 043        | 24,98        |
| Blancs et nuls | Blancs et nuls           | Blancs et nuls     | 39           | 0,32         |
| Exprimés       | Exprimés                 | Exprimés           | 12 101       | 99,68        |

*sortant

#### 2ecirconscription
Saint-Malo-2 regroupe les cantons de Châteauneuf-d'Ille-et-Vilaine, Combourg, Pleurtuit, Tinténiac et de Saint-Servan.
| Candidats      | Candidats             | Étiquette           | Premier tour | Premier tour |
| Candidats      | Candidats             | Étiquette           | Voix         | %            |
| -------------- | --------------------- | ------------------- | ------------ | ------------ |
|                | Eugène Durand *       | Gauche républicaine | 7 373        | 58,69        |
|                | Emmanuel de Kergariou | Monarchiste         | 5 172        | 41,17        |
|                |                       |                     |              |              |
| Inscrits       | Inscrits              | Inscrits            | 17 735       | 100,00       |
| Votants        | Votants               | Votants             | 12 627       | 71,20        |
| Abstention     | Abstention            | Abstention          | 5 108        | 28,80        |
| Blancs et nuls | Blancs et nuls        | Blancs et nuls      | 65           | 0,51         |
| Exprimés       | Exprimés              | Exprimés            | 12 562       | 99,49        |

*sortant

### Arrondissement de Vitré
Vitré regroupe tous les cantons de l'arrondissement.
| Candidats      | Candidats                        | Étiquette           | Premier tour | Premier tour |
| Candidats      | Candidats                        | Étiquette           | Voix         | %            |
| -------------- | -------------------------------- | ------------------- | ------------ | ------------ |
|                | Olivier Le Gonidec de Traissan * | Légitimiste         | 10 319       | 66,67        |
|                | Émile Ragot                      | Gauche républicaine | 5 142        | 33,22        |
|                |                                  |                     |              |              |
| Inscrits       | Inscrits                         | Inscrits            | 20 350       | 100,00       |
| Votants        | Votants                          | Votants             | 15 555       | 76,44        |
| Abstention     | Abstention                       | Abstention          | 4 795        | 23,56        |
| Blancs et nuls | Blancs et nuls                   | Blancs et nuls      | 78           | 0,50         |
| Exprimés       | Exprimés                         | Exprimés            | 15 477       | 99,50        |

*sortant

## Députés élus
| Députés | Députés                               | Parti               | Fonctions lors de l'élection en 1881                                                                                   |
| ------- | ------------------------------------- | ------------------- | --- |
|         | Félix Martin-Feuillée *               | Union républicaine  | Sous-secrétaire d'État dans le Gouvernement Ferry-1. Président du Conseil général, conseiller de Châteaugiron. Avocat. |
|         | Pierre Waldeck-Rousseau *             | Union républicaine  | Pas d'autre mandat. Avocat.                                                                                            |
|         | Auguste Hovius *                      | Union républicaine  | Conseiller général et maire de Saint-Malo. Président de la Chambre de commerce, Armateur.                              |
|         | Eugène Durand *                       | Gauche républicaine | Conseiller général de Tinténiac. Avocat, Professeur de Droit.                                                          |
|         | René Brice *                          | Centre gauche       | Conseiller général du Sel-de-Bretagne. Avocat.                                                                         |
|         | Eugène Pinault *                      | Centre gauche       | Conseiller général de Rennes-Nord-Ouest. Patron de Tannerie.                                                           |
|         | Pierre-Marie Frain de La Villegontier | Légitimiste         | Conseiller général de Fougères-Nord, maire de Parigné. Propriétaire agricole.                                          |
|         | Olivier Le Gonidec de Traissan *      | Légitimiste         | Conseiller municipal de Vitré. Propriétaire agricole.                                                                  |